# Tommy Rustad
Tommy Rustad, född 3 september 1968 i Oslo, Norge, är en norsk rally- och racerförare.

## Racingkarriär
År 1999 blev Rustad trea i Swedish Touring Car Championship efter en kontroversiell startkrasch i finalen på Mantorp Park, som sannolikt hindrade honom att vinna det året. Året efter blev han mästare i en Nissan. Det dröjde till 2009 innan han blev mästare igen. Dock var det på samma antal poäng som tvåan, Thed Björk, men Rustad vann på fler segrar. Denna gången körde han en Volvo C30 för Polestar Racing. Han blev även den första norrmannen att köra en tävling i World Touring Car Championship, vilket skedde i FIA WTCC Race of UK på Brands Hatch 2009. Han lyckades inte försvara sin titel i Swedish Touring Car Championship 2010, utan slutade på sjunde plats totalt, efter tre segrar under säsongen.
Rustad fortsatte med Polestar Racing när de flyttade över till TTA – Elitserien i Racing säsongen 2012. Han tävlar där med Robert Dahlgren som teamkamrat, för teamet som tävlar under namnet Volvo Polestar Black R.

## Externa länkar

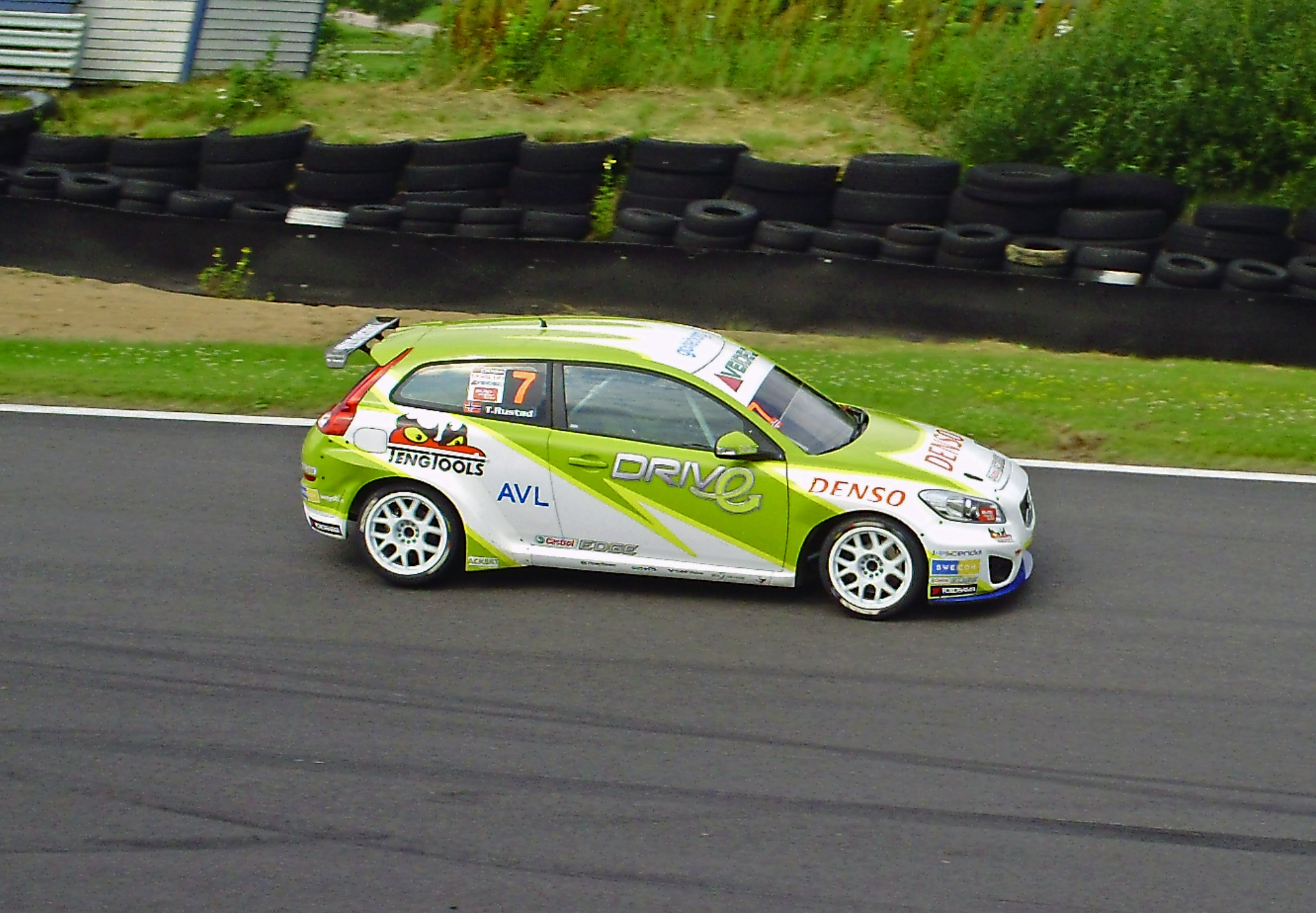
Tommy Rustad i en Volvo C30 för Polestar Racing i Scandinavian Touring Car Championship på Falkenbergs Motorbana 2011.

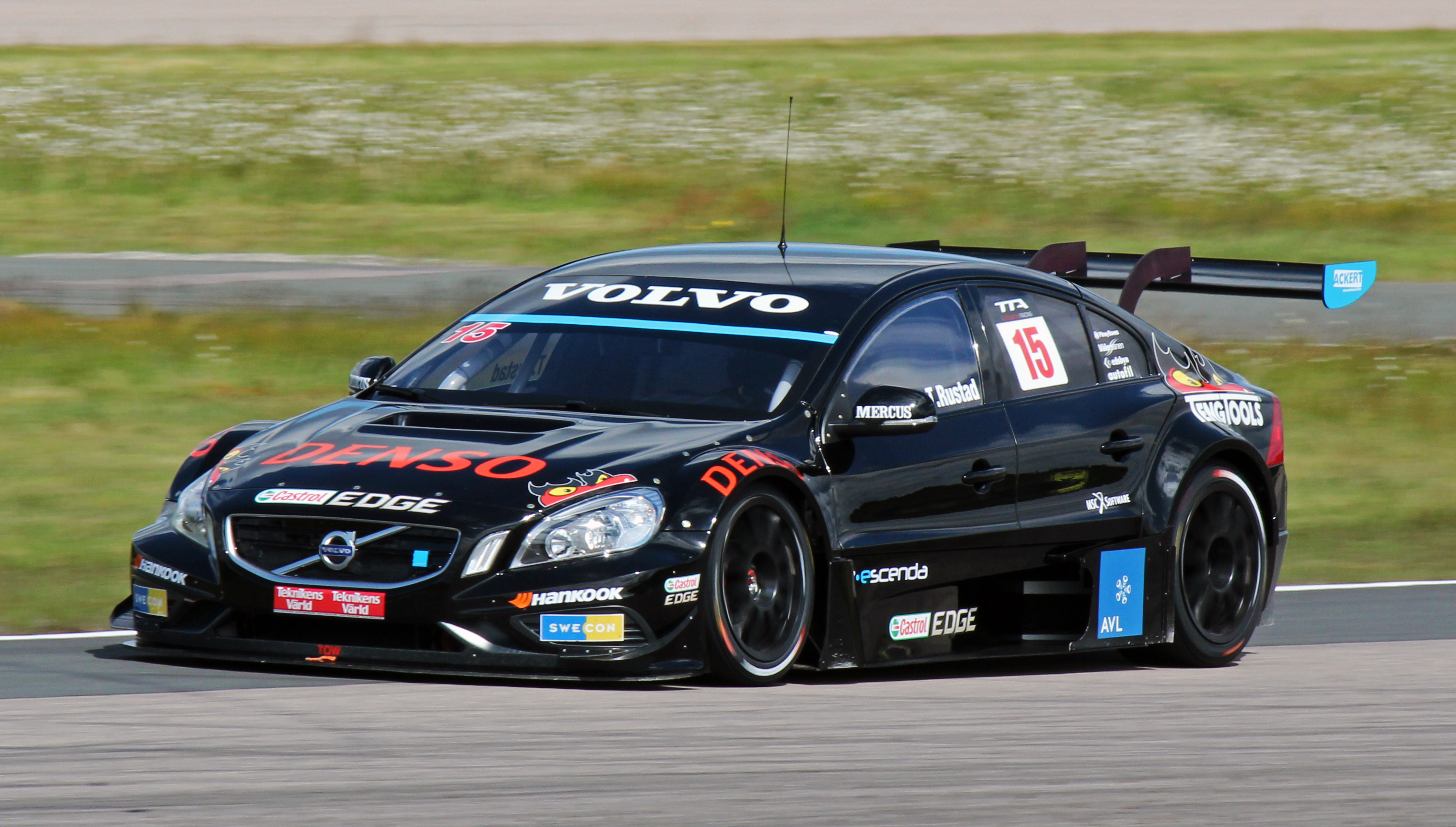
Tommy Rustad i TTA – Elitserien i Racing på Anderstorp Raceway 2012.